# Szczyrk
Szczyrk est une ville d'environ 5 500 habitants, située dans la Voïvodie de Silésie, dans le sud de la Pologne.
Elle est située dans la vallée des Beskides (chaîne de montagne, au sud-ouest de la Pologne) à une hauteur de 500–600 m. La ville est érigée le long de la rivière Zylica.
Szczyrk est une ville touristique qui offre beaucoup d'attractions hivernales et estivales.

## Équipements sportifs
Le domaine skiable — l'un des plus vastes de Pologne — est réparti sur les sites de Kolejka, Czyrna, Solisko et Beskidek. Les remontées mécaniques permettent d'atteindre le sommet du massif Klimczok (1 119 m).
La commune possède aussi un domaine nordique et des tremplins de saut, situés à Skalite.

## Jumelages
- Jászkisér (Hongrie) depuis 2004
- Zetel (Allemagne) depuis 2008